# サッカーカンタブリア代表
サッカーカンタブリア代表（サッカーカンタブリアだいひょう、スペイン語: Selección de fútbol de Cantabria）は、スペイン・カンタブリア州におけるサッカーの選抜チーム。スペインの一地方の選抜チームであり、欧州サッカー連盟(UEFA)や国際サッカー連盟(FIFA)に加盟していないため、UEFA欧州選手権やFIFAワールドカップなどの国際大会への出場資格はない。
1915年に、スペイン北部代表（スペイン語: Selección Norte）として結成されたチームが、カンタブリア代表の源流である。このチームはバスク代表の源流でもあった。1916年6月4日には、強豪として謳われたカタルーニャ代表を5-0の大差で破っている。
1917年にはカンタブリア地方代表（スペイン語: Selección Cantábrica）としてチームが結成された。このチームには、後にアストゥリアス代表となるメンバーも含まれていた。1922年にカンタブリア地方サッカー連盟ができると、1924年にはカンタブリア代表としてチームが独立し、以後数々の親善試合をこなしている。

## 試合一覧
| 日付            | 場所           | ホームチーム     | スコア | アウェーチーム   |
| --------------- | -------------- | ---------------- | ------ | ---------------- |
| 1924年 3月9日   | サンタンデール | カンタブリア州   | 3-0    | アラゴン州       |
| 1924年 4月20日  | サラゴサ       | アラゴン州       | 2-0    | カンタブリア州   |
| 1924年 4月21日  | サラゴサ       | アラゴン州       | 2-1    | カンタブリア州   |
| 1925年 5月3日   | サンタンデール | カンタブリア州   | 1-3    | アストゥリアス州 |
| 1925年 6月21日  | ヒホン         | アストゥリアス州 | 0-1    | カンタブリア州   |
| 1936年 11月29日 | サンタンデール | カンタブリア州   | 3-2    | バスク自治州     |
| 1936年 12月27日 | ビルバオ       | バスク自治州     | ?-?    | カンタブリア州   |
| 1997年 12月22日 | サンタンデール | カンタブリア州   | 3-0    | ラトビア         |
| 2000年 12月22日 | サンタンデール | カンタブリア州   | 0-1    | エストニア       |

## 歴代の所属選手
- ペドロ・ムニティス
- イバン・デ・ラ・ペーニャ
- アルバロ・アルベロア
- イバン・エルゲラ
- ホセ・エミリオ・アマビスカ
- ビセンテ・エンゴンガ
- ゴンサーロ・コルサ

## 獲得タイトル
- フィリップネス選手権: 1回

1924年